# Na Litavce
Na Litavce (sponsornaam: Energon Aréna) is een voetbalstadion in de Tsjechische stad Příbram. Sinds de bouw van het stadion in 1955 wordt het gebruikt door Fortuna národní liga-club FK Příbram. In het seizoen maakte ook 2003/04 maakte ook FK Chmel Blšany gebruik van het stadion, omdat het eigen stadion niet aan de eisen voldeed. De naam Na Litavce is afgeleid van de naam van de rivier Litavka, die direct achter de westelijke tribune stroomt.